# NGC 3327
NGC 3327 (другие обозначения — UGC 5803, MCG 4-25-38, ZWG 124.51, PGC 31729) — спиральная галактика (Sb) в созвездии Малый Лев.
Этот объект входит в число перечисленных в оригинальной редакции «Нового общего каталога».
В галактике вспыхнула сверхновая SN 2001N типа Ia, её пиковая видимая звездная величина составила 16,3.